# Amblyodipsas
Amblyodipsas är ett släkte med ormar som förekommer i Afrika söder om Sahara och omfattar nio arter. Arterna är nattaktiva, men i övrigt finns det mycket lite fakta om släktet.
Släktet tillhör underfamiljen Aparallactinae. Denna underfamilj placeras av The Reptile Database i familjen stilettormar (Atractaspididae) och av Mattison (2015) i familjen Lamprophiidae.
Släktets arter är små och adulta exemplar är alla mindre än 75 cm. De gräver ofta i det övre jordlagret de lever av groddjur, kräldjur och små däggdjur som också har ett grävande levnadssätt. De lägger ägg men Amblyodipsas concolor kan ibland föda levande ungar.[källa behövs] De har en fåra i sina gifttänder och dess bett antas vara ofarligt för människor.

## Arter
- Amblyodipsas concolor
- Amblyodipsas dimidiata
- Amblyodipsas katangensis
- Amblyodipsas microphthalma
- Amblyodipsas polylepis
- Amblyodipsas rodhaini
- Amblyodipsas teitana
- Amblyodipsas unicolor
- Amblyodipsas ventrimaculata